# Hockey Series 2018/19 (Herren)
Die Hockey Series 2018/19 der Herren ist die erste Ausgabe der Hockey Series. Sie begann im Juni 2018 und endet voraussichtlich Mitte 2019. Bis zu sechs Nationalmannschaften erreichen die FIH-Olympia-Qualifikationsspiele über diesen Wettbewerb.

## Format
In der ersten Runde der Hockey Series, den Hockey Series Open, werden acht Turniere gespielt. Das Format der einzelnen Turniere unterscheidet sich je nach Teilnehmerzahl und sonstigen Gegebenheiten. Aus diesen Turnieren qualifizieren sich insgesamt 15 Nationen für die zweite Runde, die Hockey Series Finals.
In den Hockey Series Finals werden drei Turniere zu je acht Mannschaften gespielt. Diese setzen sich aus 15 Qualifikanten aus den Hockey Series Open und neun bereits über die Weltrangliste qualifizierte Nationen. Das Format umfasst zwei Gruppen zu je vier Teams mit einfacher Gruppenphase. Danach spielen die Ersten gegen die Vierten und die Zweiten gegen die Dritten aus der anderen Gruppe. Im Semifinale und Finale entscheiden sich die Platzierungen. Der Erste und Zweite jedes Turnieres nimmt an den FIH-Olympia-Qualifikationsspielen teil, falls sie nicht bereits anders für die Olympischen Spiele 2020 in Tokio qualifiziert sind.

## Teilnehmer
Teilnehmen können alle Mitglieder des Welthockeyverbandes (FIH), welche nicht bereits an der Hockey Pro League teilnehmen. Folgende 47 Teilnehmer stehen bisher fest (Stand August 2018):
| - Bolivien - Brasilien - Chile - Volksrepublik China - Costa Rica - Fidschi - Frankreich - Gibraltar - Hongkong - Indien - Indonesien - Irland - Italien - Japan - Kanada - Kroatien | - Litauen - Malaysia - Mexiko - Myanmar - Österreich - Panama - Peru - Polen - Portugal - Puerto Rico - Russland - Schottland - Schweiz - Singapur - Slowakei - Salomonen | - Südafrika - Südkorea - Chinesisch Taipeh - Thailand - Tschechien - Tonga - Türkei - Ukraine - Uruguay - Vereinigte Staaten - Wales - Belarus - Vanuatu - Venezuela - Zypern |

## Hockey Series Open
| Datum                            | Ort                  | Teilnehmer                                                                                 | Q | N      |
| -------------------------------- | -------------------- | ------------------------------------------------------------------------------------------ | - | ------ |
| 5. bis 10. Juni 2018             | Salamanca, Mexiko    | 1. Vereinigte Staaten, 2. Mexiko, 3. Puerto Rico, 4. Panama und 5. Costa Rica              | 2 | [ 3 ]  |
| 23. Juni bis 1. Juli 2018        | Singapur             | 1. Singapur, 2. Thailand, 3. Chinesisch Taipeh, 4. Myanmar, 5. Hongkong und 6. Indonesien  | 1 | [ 5 ]  |
| 25. bis 30. Juni 2018            | Zagreb, Kroatien     | 1. Österreich, 2. Wales, 3. Kroatien, 4. Schweiz und 5. Slowakei                           | 2 | [ 7 ]  |
| 13. bis 18. August 2018          | Port Vila, Vanuatu   | 1. Vanuatu, 2. Fidschi, 3. Salomonen und 4. Tonga                                          | 1 | [ 9 ]  |
| 28. August bis 2. September 2018 | Gniezno, Polen       | Polen (21), Ukraine (25), Tschechien (29), Italien (36), Litauen (48) und Zypern (60)      |   | [ 10 ] |
| 4. bis 9. September 2018         | Lousada, Portugal    | Russland (22), Schottland (23), Belarus(35), Portugal (37), Türkei (44) und Gibraltar (67) |   | [ 11 ] |
| 18. bis 23. September 2018       | Santiago, Chile      | Brasilien (26), Chile (34), Venezuela (43), Uruguay (46), Peru (58), Bolivien (NP)         |   | [ 12 ] |
| 25. bis 30. September 2018       | Rawalpindi, Pakistan |                                                                                            |   | [ 12 ] |

## Hockey Series Finals
| Datum                     | Ort                    | Teilnehmer                           | Q | N      |
| ------------------------- | ---------------------- | ------------------------------------ | - | ------ |
| 23. April bis 1. Mai 2019 | Kuala Lumpur, Malaysia | Malaysia (12) + 7 weitere Nationen   | 2 | [ 13 ] |
| 15. bis 23. Juli 2019     | Le Touquet, Frankreich | Frankreich (18) + 7 weitere Nationen | 2 | [ 13 ] |
|                           |                        |                                      | 2 |        |